# Beschreibung von Tastatureingaben
Die Beschreibung von Tastatureingaben ist in einem informativen Anhang der DIN 5008 geregelt.
Demnach sollen Zeichen, die auf der Tastatur dargestellt sind, im Text direkt dargestellt werden, beispielsweise durch Einrahmung mit abgerundeten Rechtecken, die dann Tasten symbolisieren. Alternativ können Schriftzeichen in eckige Klammern eingeschlossen dargestellt werden, Satz- und Sonderzeichen (speziell Klammern) auch in Anführungszeichen eingeschlossen. Für Funktionstasten, deren Name auf der Taste dargestellt wird, soll dieser Name in der beschriebenen Weise verwendet werden, für andere Funktionstasten deren Symbol oder deren in der Literatur gebräuchlicher Name.
Tastenkombinationen (gleichzeitig zu betätigende Tasten) sind mit Pluszeichen zu verbinden, beispielsweise „Alt Gr+e“ oder „[Alt Gr]+[e]“ für die Eingabe eines Eurozeichens auf einer deutschen Standard-Tastaturbelegung.
Tastenfolgen (nacheinander zu betätigende Tasten oder Tastenkombinationen) sind mit einem von Leerzeichen eingerahmten Langstrich zu verbinden, beispielsweise:
- „^ – u“ bzw. „[^] – [u]“ für ein „û“ (u mit Zirkumflex), oder:
- „Alt Gr+j – c“ bzw. „[Alt Gr]+[j] – [c]“ auf der Tastaturbelegung E1 für ein „ç“ (c mit Zedille).

Für das Pluszeichen ist der DIN 5008 im Abschnitt „Rechenzeichen“ geregelt, dass es als Additionszeichen mit einem Leerzeichen davor und danach geschrieben wird. Entsprechend wird es auch im Normtext in Beispielen und Tabellen zur Tastatureingabe so geschrieben, sodass das oben zuletzt genannte Beispiel „Alt Gr + j – c“ bzw. „[Alt Gr] + [j] – [c]“ aussieht. Im Abschnitt zur Beschreibung von Tastatureingaben sind demgegenüber die Leerzeichen nur bei Tastenfolgen für den Langstrich ausdrücklich gefordert, zur Beschreibung bei Tastenkombinationen für das Pluszeichen jedoch nicht.